# Плиев, Сафарбек Лорсаевич
Сафарбе́к Лорса́евич Пли́ев (ингуш. Пхьиле́наькъан Ло́рса Сава́рбик; 8 ноября 1919 года, Плиево, Назрановский округ, Терская область, Российская империя — 30 июня 2013 года, там же, Ингушетия, Россия) — участник Великой Отечественной войны, гвардии полковник. Бывший председатель Совета ветеранов Республики Ингушетия.

## Биография
Родился 8 ноября 1919 году в родовом селении Плиево Назрановского района Республики Ингушетии. В 1933 году окончил семилетнюю школу. В том же году поступил и в 1938 году окончил Горский политехникум путей сообщения в городе Орджоникидзе. Однако, Сафарбека привлекала военная служба, которой в итоге он и посвятил большую часть своей жизни.
С октября 1938-го по февраль 1940 года он являлся курсантом Орджоникидзевского военного пограничного училища. После завершения учёбы, став офицером, Сафарбек Плиев был откомандирован на западный участок государственной границы страны. В течение трёх месяцев он служил командиром взвода маневренной группы 84-го пограничного отряда, дислоцировавшейся в городе Ошмяны Гродненской области Белорусской ССР. В мае 1940 года его назначили начальником учебной заставы Окружной школы младшего начальствующего состава Пограничных войск НКВД БССР в Бресте. С мая 1941 года она находилась в лагерях в урочище Пышки возле города Гродно. В этой должности лейтенанта Плиева и застала Великая Отечественная война.

### Великая Отечественная война
Так, на фронтах Великой Отечественной войны Плиев Сафарбек оказался с самого её начала, принимая участие в первых боевых действиях на границе, в том числе в Бресте. Согласно некоторым данным он был переведён в начальники одной из пограничных застав 17-го Краснознаменного пограничного отряда. С момента начала Великой Отечественной войны пограничники по всей западной границе СССР приняли на себя первый удар вермахта и его союзников. При отходе от государственной границы пограничные части непрерывно участвовали в арьергардных боях (подр. Вклад Пограничных войск в Победу).
В сентябре 1941 года Сафарбек Лорсавич был назначен помощником начальника, а в ноябре — начальником отделения боевой подготовки УВ НКВД по охране тыла 3-й армии Брянского фронта. Почти ежедневно направлял просьбы об отправке его на линию фронта, которые в итоге увенчались успехом. Сначала он являлся комендантом пгт Лев Толстой в Липецкой области, в районе которого в этот период развернулись оборонительные бои. Затем, в середине декабря после присвоения воинского звания «старший лейтенант», он стал командиром роты 78-го полка железнодорожных войск НКВД Брянского фронта.
С начала 1942 года Сафарбек Плиев служил командиром роты, начальником заставы и помощником начальника штаба 38-го полка Пограничных войск НКВД. С октября 1942 года по июль 1944 года, будучи командиром роты и командиром батальона 282-го полка 175-й Уральской стрелковой дивизии Отдельной армии НКВД, входившей в состав Брянского фронта, участвовал во многих решающих сражениях Великой Отечественной войны, в том числе в Курской битве, ставшей коренным переломом в ходе всей Второй мировой войне.
Так, во время Курской битвы войска фронта провели оборонительную операцию, в результате которой отразили наступление противника и создали условия для успешного перехода в контрнаступление. «За образцовое выполнение заданий командования на фронте борьбы с немецкими захватчиками и проявленные при этом доблесть и мужество» Сафарбек Плиев был награждён орденом Красной Звезды. Наградной лист от 9 июля 1943 года гласит:
«7 июля 1943 года противник силою до полка пехоты при поддержке танков повел наступление. Главный удар противника был направлен на роту, которой командовал тов. Плиев. Личный состав роты и сам командир проявили исключительные стойкость и выдержанность. В этом бою уничтожено до двух рот пехоты противника и два танка. Атака была отбита».
В дальнейшем в ходе наступления 175-я стрелковая дивизия участвовала в форсировании Днепра, освобождении Белоруссии. В феврале 1944 года дивизия вошла в состав 47-й армии 1-го Белорусского фронта, участвовала в освобождении города Ковеля, за что была удостоена почетного наименования «Ковельская». 14 марта 1944 года командир батальона 282-го Свердловского стрелкового полка 175-й Уральской стрелковой дивизии Сафарбек Плиев при форсировании реки Стоход Повурского района Ровенской области сумел умело организовать взаимодействие и, несмотря на сильное воздействие огня со стороны противника, форсировал реку с незначительными потерями. Сам лично Плиев переправился с головною ротой. Противник предпринял три сильных контратаки превосходящими силами с задачей опрокинуть батальон в реку, но умелым руководством Плиева атаки были отражены с большими потерями для противника. В дальнейшем батальон Плиева перешёл в наступление, опрокинув противника с занимаемого рубежа, и умелым преследованием сбивал противника с промежуточных рубежей, дошел до Ковеля. Перед городом Ковель Волынской области противник занял подготовленный рубеж, имея траншеи, дзоты, противотанковый ров, наполненный водой. Батальону Сафарбека Плиева была поставлена задача прорвать оборону противника. Оборона была прорвана. Противник понес большие потери и отошел в город.
Приказом по войскам 47-й армии от 2 мая 1944 года майор Плиев был награждён орденом Красного Знамени. 22 июля 1944 года стрелковый батальон под командованием Сафарбека Плиева в составе 282-го полка форсировал реку Буг южнее Бреста, перейдя на территорию Польши. С июля 1944-го до января 1945 года С. Л. Плиев командовал стрелковым батальоном 14-го запасного стрелкового полка 34-й запасной стрелковой дивизии Уральского военного округа. Позднее возглавлял стрелковый батальон 75-го запасного стрелкового полка 34-й запасной стрелковой дивизии в Белоруссии.

### После войны
С октября 1945 года до ноября 1946 года Плиев Сафарбек был в резерве отдела кадров Брянского военного округа, а затем был назначен заместителем командира батальона 150 гвардейского полка 50 гвардейской стрелковой дивизии 28 армии Белорусского военного округа. После окончания войны Сафарбек Лорсаевич прослужил ещё не один десяток лет. Окончил Высшие стрелково-тактические курсы усовершенствования офицерского состава пехоты Советской армии «Выстрел» по курсу командиров стрелковых батальонов. А в ноябре 1948 года стал начальником полковой школы, меньше чем через год получив звание подполковника. Руководил подготовкой допризывников к служению в армии, проводил огромную работу по патриотическому воспитанию подрастающего поколения. Кроме того, возглавлял Совет ветеранов Республики Ингушетия, оставаясь активным участником общественной жизни страны. В канун 60-летия Великой Победы Указом Президента Российской Федерации В. Путина, полковник в отставке, Сафарбек Лорсаевич награждён орденом «Знак Почета».
Плиев Сафарбек Лорсаевич умер 30 июня 2013 года на 94 году жизни.

## Награды
- Два ордена Красного Знамени[13]
- Два ордена Красной Звезды[11][13]
- Орден Отечественной войны I степени[6]
- медаль «За боевые заслуги»[6]
- Орден Дружбы (1996)[15]
- Орден Почета (2005)[14]
- другие ордена и медали[13]

## Память
- 16 декабря 2015 года первой в Ингушетии и крупнейшей на Северном Кавказе погранзаставе «Таргим»[16] Пограничного управления ФСБ России по Республике Ингушетия присвоено имя Сафарбека Лорсовича Плиева[17].
- 7 мая 2016 года на этой заставе был открыт памятник-бюст С. Л. Плиеву.[18]
- Именем С.Л. Плиева названа одна из улиц в Слониме.